# Sylvio Mantha
Sylvio Mantha, kanadski profesionalni hokejist, * 14. april 1902, Montreal, Quebec, Kanada, † 7. avgust 1974, Montreal, Quebec, Kanada. 
Mantha je v ligi NHL prebil 14 sezon, 13 v moštvu Montreal Canadiens in eno v ekipi Boston Bruins. Igral je na položaju branilca. Leta 1960 je bil sprejet v Hokejski hram slavnih lige NHL. Mantha je trikrat osvojil Stanleyjev pokal. 

## Kariera
Mantha je začel kariero v sezoni 1918/19 pri ekipi Verdun Maple Leafs v ligi Intermediate Mount Royal Hockey League, Montreal Imperial Tobacco in Montreal Norther Electric v ligi Montreal industrial league. Za kratek čas je nastopal v ligi Montreal City Hockey League kot član ekipe Montreal Nationales. 
Leta 1923 je podpisal pogodbo z moštvom Montreal Canadiens. Sprva je igral v napadu, zatem ga je trener prestavil v obrambo, kjer sta igrala tudi veterana Sprague Cleghorn in Billy Coutu. Mantha je sicer dobil vidnejšo vlogo v ekipi šele, ko so v sezoni 1925/26 Cleghorna zamenjali v drugo moštvo. V zgodovino se je zapisal kot strelec prvega zadetka v zgodovini dvorane Boston Garden, domače dvorane ekipe Boston Bruins. Njegov zadetek je bil tudi edini na tekmi 20. novembra 1928. Mantha je bil uvrščen v drugo moštvo zvezd lige NHL v sezonah 1929/30 in 1930/31. 
V sezoni 1935/36 je pri Canadiensih opravljal dvojno funkcijo igralca in trenerja. Po skromni sezoni so ga odpustili, v naslednji sezoni je igral za ekipo Boston Bruins, v kateri so se tedaj sprli z Eddiejem Shoreom, Mantha pa je prišel kot njegova zamenjava in je tudi nosil Shoreov dres številka 2. Po štirih tekmah v sezoni so na obeh straneh ugotovili, da ni več sposoben slediti tekmovalnemu ritmu lige NHL, zato se je upokojil. 
Mantha je kasneje deloval kot sodnik v ligi NHL in ligi American Hockey League. Po koncu sodniške kariere je postal trener in vodil mladinska moštva Montreal Concordias, Laval Nationales (1943-45), Verdun Maple Leafs (1945-47) in St. Jerome Eagles (1947-48).
Leta 1960 je bil sprejet v Hokejski hram slavnih lige NHL. Umrl je v Montrealu avgusta 1974. 
V Montrealu se nahajata dvorani Georges Mantha Arena in Sylvio Mantha Arena, obe sta del rekreacijskega kompleksa Gadbois. Dvorani se imenujeta v čast njega in njegovega brata Georgesa Manthe, ki je tudi igral v ligi NHL. 

### Pregled kariere
Odebeljeno - reprezentančni nastopi, glej tudi Statistika pri hokeju na ledu.
| Moštvo              | Liga             | Sezona |    | Redni del | Redni del | Redni del | Redni del | Redni del | Redni del |   | Končnica | Končnica | Končnica | Končnica | Končnica | Končnica |
| ------------------- | ---------------- | ------ | -- | --------- | --------- | --------- | --------- | --------- | --------- | - | -------- | -------- | -------- | -------- | -------- | -------- |
| Moštvo              | Liga             | Sezona | OT | G         | P         | T         | +/-       | KM        | OT        | G | P        | T        | +/-      | KM       |          |          |
| Montreal Nationales | MCBHL            | 22/23  |    | 9         | 4         | 0         | 4         |           |           |   |          |          |          |          |          |          |
| Montreal Canadiens  | NHL              | 23/24  |    | 24        | 1         | 3         | 4         |           | 11        |   | 2        | 0        | 0        | 0        |          | 0        |
| Montreal Canadiens  | Stanleyjev pokal | 23/24  |    |           |           |           |           |           |           |   | 4        | 0        | 0        | 0        |          | 0        |
| Montreal Canadiens  | NHL              | 24/25  |    | 30        | 2         | 3         | 5         |           | 18        |   | 2        | 0        | 1        | 1        |          | 0        |
| Montreal Canadiens  | Stanleyjev pokal | 24/25  |    |           |           |           |           |           |           |   | 4        | 0        | 0        | 0        |          | 2        |
| Montreal Canadiens  | NHL              | 25/26  |    | 34        | 2         | 1         | 3         |           | 66        |   |          |          |          |          |          |          |
| Montreal Canadiens  | NHL              | 26/27  |    | 43        | 10        | 5         | 15        |           | 77        |   | 4        | 1        | 0        | 1        |          | 0        |
| Montreal Canadiens  | NHL              | 27/28  |    | 43        | 4         | 11        | 15        |           | 61        |   | 2        | 0        | 0        | 0        |          | 6        |
| Montreal Canadiens  | NHL              | 28/29  |    | 44        | 9         | 4         | 13        |           | 56        |   | 3        | 0        | 0        | 0        |          | 0        |
| Montreal Canadiens  | NHL              | 29/30  |    | 44        | 13        | 11        | 24        |           | 108       |   | 6        | 2        | 1        | 3        |          | 18       |
| Montreal Canadiens  | NHL              | 30/31  |    | 44        | 4         | 7         | 11        |           | 75        |   | 10       | 2        | 1        | 3        |          | 26       |
| Montreal Canadiens  | NHL              | 31/32  |    | 47        | 5         | 5         | 10        |           | 62        |   | 4        | 0        | 1        | 1        |          | 8        |
| Montreal Canadiens  | NHL              | 32/33  |    | 48        | 4         | 7         | 11        |           | 50        |   | 2        | 0        | 1        | 1        |          | 2        |
| Montreal Canadiens  | NHL              | 33/34  |    | 48        | 4         | 6         | 10        |           | 24        |   | 2        | 0        | 0        | 0        |          | 2        |
| Montreal Canadiens  | NHL              | 34/35  |    | 47        | 3         | 11        | 14        |           | 36        |   | 2        | 0        | 0        | 0        |          | 2        |
| Montreal Canadiens  | NHL              | 35/36  |    | 42        | 2         | 4         | 6         |           | 25        |   |          |          |          |          |          |          |
| Boston Bruins       | NHL              | 36/37  |    | 4         | 0         | 0         | 0         |           | 2         |   |          |          |          |          |          |          |
| Montreal Concordia  | MCHL             | 37/38  |    |           |           |           |           |           |           |   |          |          |          |          |          |          |
| Skupaj              |                  |        |    | 551       | 67        | 78        | 145       |           | 671       |   | 39       | 5        | 5        | 10       |          | 64       |